# Будянский, Илья Авдеевич
Илья Авдеевич Будянский — советский хозяйственный и государственный деятель, Герой Социалистического Труда.

## Биография
Родился в 1913 году в селе Лошаково. Член КПСС.
Участник Великой Отечественной войны: политрук аэродромно-технической роты 690-го обао, парторг 327-го обао 27-го района авиационного базирования
В 1955—1960 — первый секретарь Золочевского райкома КП Украины.
В 1960—1963 — первый секретарь Харьковского райкома КП Украины.
В 1963—1973 — ответработник Харьковского областного управления культуры.
С 1973 — персональный пенсионер союзного значения.
Указом Президиума Верховного Совета СССР от 26 февраля 1958 года присвоено звание Героя Социалистического Труда с вручением ордена Ленина и золотой медали «Серп и Молот».
Делегат XXII съезда КПСС.
Умер в Харькове после 1985 года.

## Награды и звания
- Герой Социалистического Труда (26.02.1958)
- Орден Ленина (26.02.1958)
- Орден Отечественной войны II степени (18.05.1945, 11.03.1985)
- Орден Красной Звезды (07.10.1944)